# 3Q (компания)
3Q (произносится трикью́) — бренд, созданный[где?][кем?] в 2006 году для производства внешних жёстких дисков и внешних оптических приводов CD/DVD/BD. По состоянию на начало 2014 года под брендом 3Q предлагались такие виды продукции, как: планшетные компьютеры, смартфоны, медиаплееры, неттопы, внешние жёсткие диски, внешние оптические приводы, сетевые накопители (NAS), универсальные адаптеры питания, аккумуляторы powerbank, стандартные аккумуляторы АА/ААА и зарядные устройства для них, щелочные батареи, беспроводные гарнитуры, MP3-динамики, цифровые ручки, аэромыши, а также сумки для мобильных компьютеров.

## История компании
- 2006 — год создания бренда;
- В 2007 году активно развиваются направления внешние жёсткие диски и внешние оптические приводы;
- 2008 — представлены стационарные мультимедиаплееры и неттопы;
- В 2009 появляются первые модели ноутбуков и нетбуков 3Q;
- В конце 2010 года 3Q заявила о начале производства планшетных компьютеров линейки Surf (название символизирует с одной стороны доски для катания на волнах, так называемые сёрфы, а с другой стороны — лёгкие моноблочные компьютеры, которые используются в основном для просмотра интернет-контента);
- В 2011 году 3Q расширила портфолио медиаплееров до 15 моделей, планшетов — до 11, а также представила первые модели SSD;
- Под Новый 2012 год, компания начала продажи[1] флагманской модели планшетного компьютера на Android 3.2, TS1005B, задняя крышка и торцы которого отделаны кожей;
- 23 марта 2012 года компания анонсировала[2] линейку аккумуляторных батарей АА/ААА и зарядных устройств для них под собственным брендом QEnerGO!;
- 5 апреля 2012 года 3Q продемонстрировала прессе TS1010C[3] — первый российский планшетный компьютер на NVIDIA Tegra 3;
- В июле 2012 года 3Q предложила рынку наиболее широкую линейку планшетных компьютеров в мире;
- По итогам 1 квартала 2013 года 3Q стала самым крупным производителем планшетов на платформе Qualcomm (по количеству разных моделей планшетов, построенных на чипсетах данного производителя);
- В конце 2013 года 3Q в числе первых среди российских производителей представила на рынке планшетные компьютеры с диагональю 7,85 дюйма;
- В январе 2014 года анонсирован RC7804F — самый тонкий в мире планшет (6,44 мм)[4].
- В середине лета 2014 года в продажу поступили смартфоны под брендом 3Q.
- В апреле 2015 года компания прекратила свою деятельность.

## Название компании
О происхождении названия бренда — 3Q — из официальных источников ничего не известно. Но согласно догадкам интернет-пользователей, буква Q символизирует качество.
Распространённые ошибочные варианты произношения бренда: «трику», «ку-три», «зэ-ку», «зэ-кью». Существует и шуточный вариант — «трико». Типовая опечатка, возникающая в результате написания в кириллической раскладке, «3Й». Наиболее распространённое неправильное написание на латинице — Q3.

## Производство
Изготовление печатных плат и радиоэлектронных компонентов, использовавшихся в продукции под брендом 3Q, выполнялось ведущими тайваньскими и китайскими заводами, среди которых в разные годы были замечены Pegatron, Quanta Computer, ECS, Malata и Shuttle. Производство большинства готовых изделий осуществлялось на собственных площадках, расположенных в Москве и ближайшем Подмосковье.

## Некоторые факты
- 3Q активно сотрудничала с такими компаниями, как Qualcomm[7] и MediaTek. В прежние годы среди партнёров были замечены Intel[8], NVIDIA[9] и Microsoft.
- Большинство планшетов 3Q работает под управлением самой популярной в мире операционной системы — Google Android.
- С закрытием компании, перестали работать и все сайты компании. Скачать драйвера, bios, программы и инструкции невозможно.